# Jacksepticeye
Jacksepticeye (рус. Джексептика́й; настоящее имя — Шон Уи́льям МакЛо́клин (англ. Seán William McLoughlin); род. 7 февраля 1990 года, Балликамбер, Ирландия) — ирландский видеоблогер, продюсер, комментатор игр, создатель одноимённого канала на YouTube. На октябрь 2023 года его канал имеет 30 млн подписчиков и 16,4 млрд просмотров.

## Личная жизнь
Шон МакЛоклин родился 7 февраля 1990 года в деревне Балликамбер, Графство Оффали (провинция Ленстер), Ирландия. Самый младший ребёнок в семье, имеет двух братьев и двух сестёр. Мать — Айден МакЛоклин (род.1969).
С детства начал увлекаться видеоиграми. В подростковом возрасте Шон был барабанщиком инди-хэви-метал группы под названием «Raised to the Ground». В конце 2000-х годов он окончил среднюю школу по специальности «Музыкальные технологии».

## Происхождение названия канала
В Ирландии «Джек» является общим прозвищем для имени «Шон», и его мать и друзья назвали его так. «Septiceye» получилось из инцидента в школе: во время игры в футбол кто-то попал Шону мячом в висок, после чего его глаз выглядел устрашающе. По словам Джека, рана кровоточила в течение некоторого времени и заразилась через несколько недель. После чего друзья также называли его «Джеком», и кто-то — «Septiceye» либо сразу обоими прозвищами. Комбинация двух прозвищ — «Jacksepticeye» — и дала новое название каналу (септик — это медицинский термин, относящийся к системной инфекции).

## История канала
24 февраля 2007 года Шон создал аккаунт на YouTube, но свою активную ютуберскую деятельность начал в ноябре 2012 года. Свой канал он назвал «jacksepticeye». Самым первым видео было «War Has Changed — Solid Snake Impression — MGS4 Intro». Основной тематикой видео Шон решил сделать летсплеи. Поначалу Шон делал летсплеи по играм «Far Cry 3», «Dark Souls», «Battlefield 3», «Warframe» и другим. В одном из своих видео в 2017 году Джек объяснил, что первоначально хотел, чтобы канал был посвящён пародиям.
Во время игры в Battlefield 3 Джек искал советы в интернете и наткнулся на LevelCapGaming. Джек также был фанатом Markiplier’а и PewDiePie, ставших частью его вдохновения, чтобы начать свой собственный канал. Поняв, что создание собственного контента на YouTube — это «работа», он сделал именно это, несмотря на то, что время от времени снимал видео, так как он также учился в колледже. Марк (Markiplier) заметил Джека, написав в Твиттере, что у него развлекательные видео.
Массовую популярность Шон начал приобретать с 2013 года, так как в этом году он выиграл в конкурсе на продвижение канала у Феликса (PewDiePie). 20 августа 2014 года Шон смог набрать 1 млн подписчиков.
С 2012 по 2014 год Джек жил рядом со своими родителями в хижине в сельской местности, что привело к проблемам с интернет-подключением, влияющим на загрузку видео. Джек вынужден был использовать камеру в качестве микрофона и попытался скрыть свой ирландский акцент, притворяясь американцем, опасаясь, что его высмеют. В своём стриме в мае 2018 года Джек рассказал, что в то время был на льготах и не имел друзей.
В 2014 году он переехал в квартиру в городе Атлон для лучшего доступа в интернет. Он окончил колледж в 2014 году и получил степень в области гостиничного менеджмента. В 2016 году нанял Робина Токара (Друг Джека, аниматор и монтажёр) в качестве редактора.
Джек в основном фокусируется на различных играх — от инди-игр до хорроров, причём иногда до их предстоящих релизов, а иногда и влоги.
15 июня 2020 года запускает собственную кофейную компанию Top Of The Mornin Coffee
По состоянию на январь 2024 года YouTube-канал Jacksepticeye приносит от 51,6 до 413 тысяч долларов в месяц с помощью AdSense.

## Благотворительность
Джек проводит благотворительные стримы каждый год и каждый месяц. Вот несколько примеров:
- В сентябре 2015 года вместе с Марком (markiplier), Джек покрасил свои волосы в зелёный цвет.[10]
- В декабре 2016 года Джек был частью благотворительного стрима «Revelmode charity holiday livestream» #Cringemas с Феликсом, Марком, Эммой Блэкари и Пиджеем Лигуори.[11] Группа собрала более 1,3 миллиона долларов #EndAIDS, с соответствующими пожертвованиями от Gates Foundation и YouTube.[12]
- В декабре 2017 года Джек был частью двух благотворительных стримов, для пожертвования денег для организации Save The Children, вместе с Эммой Блэкари, Пиджеем Лигуори, Итаном Нестором, Робином Токаром и Сину Хансен.[13] На втором стриме Эмма объявила, что было собрано более 260 тысяч долларов для благотворительности.[14]
- В январе 2018 года Джек провёл благотворительный стрим, на котором собрал более 225 тысяч долларов для American Foundation for Suicide Prevention.[15]
- В феврале 2018 года Джек провёл второй благотворительный стрим, на котором собрал ещё 110 тысяч долларов для Depression and Bipolar Support Alliance.[16]
- В апреле 2018 года Джек собрал более 150 тысяч долларов для GameChanger, благотворительной организации с заявленной целью «использования технологий и инноваций для расширения возможностей пациентов играть, учиться и общаться».[17]

## Мероприятия
Джек стал более известным благодаря его видео, он заработал возможность посещать различные конвенции по всему миру, например Indy Pop Con в 2015 году, Insomnia 62 в Бирмингеме, Англия в декабре 2015 года и PAX East and PAX West, проходящие каждый год в Америке.
В марте 2016 года МакЛоклин был соведущим на мероприятии «South by Southwest».
После продления интернет-сериала «Scare PewDiePie» на второй сезон, Шон решил сняться в нём в роли антагониста. Однако сериал отменили ещё до его выпуска, который состоялся бы в марте 2017 года.
В декабре 2018 года Шон был ведущим на церемонии награждения The Game Awards 2018.